# Frank Borzage
Frank Borzage (Salt Lake City, 23. travnja 1894. – Los Angeles, 19. lipnja 1962.), američki filmski redatelj i glumac.

## Životopis
Borzageov otac, Luigi Borzaga, rođen je 1859. u Ronconeu, u Austro-Ugarskoj (danas Italija). Kao klesar, povremeno je radio u Švicarskoj, gdje je upoznao svoju buduću suprugu, Mariu Ruegg (1860. – 1947.) u Zürichu, gdje je ona radila u tvornici svile. Luigi Borzaga imigrirao je u Hazelton, Pennsylvania početkom osamdesetih godina 19. stoljeća; radio je u ugljenokopu, a ubrzo je doveo i svoju švicarsku zaručnicu.
Par se vjenčao u Hazeltonu 1883. i dobio prvo dijete, Henryja, u Wyomingu 1885. Preselili su se u mormonsko uporište u Salt Lake Cityju, Utah, gdje se rodio i Frank, a ostali su ondje sve do 1919. Par je ukupno dobio 14 djece, od kojih je osmero preživjelo djetinjstvo. Luigi Borzaga umro je u Los Angelesu u prometnoj nesreći 1934.; njegova žena umrla je od raka 1947.
Borzage je 1912. počeo raditi u Hollywoodu kao glumac te nastavio tako sve do 1917. Redateljski debi mu je bio film iz 1915., The Pitch o'Chance.
Dana 7. lipnja 1916. oženio se s glumicom Lorenom "Renom" B. Rogers, koja je nastupala u vodviljima i filmovima. Iako ju je volio i prema njoj se odnosio s poštovanjem, jednostavno nisu mogli zajedno: ona je voljela zabave, luksuz i putovanja, dok je on bio manje društven, osim u svojim sportskim aktivnostima.[nedostaje izvor] Osim toga, Rena je potajno pobacila 1921. (Borzage je volio djecu), a on je imao nekoliko ljubavnica. Unatoč obostranoj naklonosti, Rena je postala nezadovoljna svojim mužem, koji je, prema članovima obitelji, imao tajne afere s Lupe Velez, Mary Pickford, Marion Davies, Joan Crawford i Hedy Lamarr.[nedostaje izvor] Godine 1940. bračna je kriza dosegnula vrhunac. Na proslavi Reninog rođendana i njihove godišnjice 7. lipnja, Borzage je, koji je tada imao problema s pićem, odjednom napustio imanje i iselio se. Razveli su se 22. siječnja 1941., a Rena je dobila 250 tisuća dolara. Unatoč tome, par je ostao u kontaktu.[nedostaje izvor]
Borzage je bio uspješan redatelj tijekom dvadesetih, ali je vrhunac dosegnuo krajem ere nijemog filma i početkom one zvučnog filma. Promatrajući rad njemačkog redatelja F. W. Murnaua, koji je u to vrijeme radio za Fox, razvio je vlastiti stil bogate vizualne romantičnosti u uspješnoj seriji filmova s Janet Gaynor i Charlesom Farrellom, uključujući Sedmo nebo (1927.), za kojeg je dobio svog prvog Oscara za režiju, ujedno i prvog Oscara za najboljeg redatelja uopće, Uličnog anđela (1928.) i Sretnu zvijezdu (1929.). Drugog Oscara je osvojio za Bad Girl iz 1931.
Borzageov zaštitni znak bila je intenzivna identifikacija s osjećajima mladih ljubavnika koji se suočavaju s nedaćama. Ljubav u njegovim filmovima pobjeđuje nad izazovima Prvog svjetskog rata (Sedmo nebo i Zbogom oružje (1932.), slabostima (Sretna zvijezda), Velikom depresijom (Man's Castle (1933.), katastrofom (Povijest je napisana noću (1937.) i usponom nacizma. Njegovi kasniji radovi iz četrdesetih bili su religiozniji (Strange Cargo (1940.) i The Big Fisherman (1959.). Njegova reputacija opala je s vremenom kako su njegovi raniji filmovi postali nedostupni.
Borzage je umro od raka 19. lipnja 1962. godine. Pokopan je u kalifornijskom Glendaleu, na Forest Lawn Memorial Park Cemeteryju, groblju hollywoodskih velikana. 

## Vanjske poveznice
- Frank Borzage u internetskoj bazi filmova IMDb-u (engl.)
- They Shoot Pictures, Don't They? (engl.)
- Zbogom oružje (1932) - Borzageov film dostupan na internetu